# Folkets demokratiska parti (Bhutan)
Folkets demokratiska parti (PDP) är ett av de största politiska partierna i Bhutan. Partiet grundades den 24 mars 2007. Grundaren är den förre premiärministern Sangay Ngedup och den nuvarande partiledaren är Tshering Tobgay.
I landets första parlamentsval, i mars 2008, lyckades PDP endast erövra två av de 47 mandat som stod på spel. Övriga platser tillföll Bhutans förenade parti. I nästa parlamentsval, i maj och juli 2013, vann PDP 32 av de 47 mandaten och hamnade i majoritet med 54,88 % av alla röster.